# رولاند لا استارزا
رولاند لا استارزا (به انگلیسی: Roland La Starza) (12 مه ۱۹۲۷–۳۰ سپتامبر ۲۰۰۹) یک بوکسور و بازیگر آمریکایی بود. در ابتدا از بخش Van Nest منطقه برانکس بود. لا استارزا از ۷ ژوئیه ۱۹۴۷ تا ۸ مه ۱۹۶۱ با ۶۶ حریف حرفه ای مبارزه کرد. وی از مجموع مبارزاتش در ۵۷ مسابقه برنده شد که از این تعداد ۲۷ مسابقه را با ناک اوت پیروز شد.
در مبارزات ۲۴ مارس ۱۹۵۰ که به امتیازدهی بحث‌برانگیزی علیه او تبدیل شد، لا استارزا بیشتر از هر بوکسور دیگری به شکست راکی مارسیانو نزدیک شده بود. امتیاز این دوره ۵–۴، ۴–۵ و ۵–۵ گره خورده بود، اما لا استارزا در یک سیستم امتیاز اضافی که در آن زمان توسط نیویورک و ماساچوست استفاده می‌شد، پیروزی را از دست داد. هر دو بوکسور در زمان مبارزه ناکام بودند و رکورد لا استارزا در ۳۷–۰ بود. لا استارزا روز ۲۵ مارس ۱۹۵۰ به هرالد تریبون نیویورک گفت و ثبت شد گفت: «واقعیت این است که مدیر او آل یل با گاردن تبانی کرده بود. من می‌گویم که او با این موضوع و تصمیم بی ارتباط نبود». وی پس گذشت ۵۰ سال از این دوره، هنوز به این مسئله معتقد بود.
لا استارزا بعداً به آماده‌سازی خود بر سر تصاحب عنوان قهرمان سنگین‌وزن در برابر رکس لاین پرداخت و خود را برای آنچه خودش می‌گفت: مهم‌ترین جنگ حرفه ای آماده کرد، با برنده شدن در مسابقه در ۲۴ سپتامبر ۱۹۵۳ در یک بازی برگشت به مصاف روکی مارسیانو قهرمان سنگین‌وزن جهان رفت. شرایط او در شش راند اول خوب بود، اما پس از آن شروع به خستگی کرد. داور مسابقه «روبی گلدشتاین» در حالی که مارسیانو با بی رحمانه‌ترین حملات لا استارزا را در هم شکسته بود، مبارزه را در راند یازدهم و نتیجه ناک اوت فنی متوقف کرد. این اولین مبارزه لا استارزا (از ۵۳ مسابقه) بود که در آن شکست خورد.
لا استارزا بعد از حرفه خود در بوکس در تعدادی از نقش‌های مردانه کلیشه ای در تلویزیون ظاهر شد. بزرگ‌ترین شکست او در نقش معمولی سرجوخه ارنی لوکاویچ در سریال کوتاه مدت جنگ جهانی دوم بنام The Gallant Men بود. او همچنین در نمایش‌های مختلفی به عنوان مهمان حضور داشت. او در دو قسمت (۱۳ و ۱۴) از سریال‌های بتمن دهه ۱۹۶۰ ظاهر شد و در فیلم‌هایی از جمله Point Blank (1967) و The Outfit (1973) ظاهر شد.
او به همراه همسرش (جین) و دو فرزندش (امی و مارک) در سال ۱۹۷۲ کالیفرنیا را ترک کردند تا در مزرعه و گاوداری خانواده خود در خارج از ساحل نیومریه سیرنا، فلوریدا بازنشسته شوند.
لا استارزا در تاریخ ۳۰ سپتامبر ۲۰۰۹ در پورت نارنجی، فلوریدا، در سن ۸۲ سالگی درگذشت.

## عناوین بوکس حرفه ای
| 57 Wins (27 knockouts), 9 losses (2 knockouts), 0 Draws |        |                           |            |       |            |                                                                |         |
| Res.                                                    | آمار   | حریف                      | نوع        | راند  | تاریخ      | مکان                                                           | توضیحات |
| برد                                                     | ۱-۰-۰  | Dave Glanton (1-10-0)     | Pts        | -     | 07/07/1947 | Queensboro Arena, لانگ آیلند سیتی، کویینز، ایالات متحده آمریکا |         |
| برد                                                     | ۲-۰-۰  | Zack Johnson (1-0-0)      | ناک‌اوت     | 6 (6) | 07/15/1947 | Jerome Stadium, برانکس، ایالات متحده آمریکا                    |         |
| برد                                                     | ۳-۰-۰  | Al Zappala (16-20-1)      | ناک‌اوت     | -     | 08/12/1947 | Jerome Stadium, برانکس، ایالات متحده آمریکا                    |         |
| برد                                                     | ۴-۰-۰  | Jimmy Dodd (7-7-2)        | ناک‌اوت فنی | -     | 08/25/1947 | Queensboro Arena, لانگ آیلند سیتی، کویینز، ایالات متحده آمریکا |         |
| برد                                                     | ۵-۰-۰  | Jim Johnson (3-15-2)      | ناک‌اوت     | -     | 09/09/1947 | Jerome Stadium, برانکس، ایالات متحده آمریکا                    |         |
| برد                                                     | ۶-۰-۰  | Zeke Brown (0-7-0)        | ناک‌اوت     | -     | 10/10/1947 | Saint Nicholas Arena, نیویورک، ایالات متحده آمریکا             |         |
| برد                                                     | ۷-۰-۰  | Matt Mincey (0-4-0)       | PTS        | -     | 10/21/1947 | Park Arena, برانکس، ایالات متحده آمریکا                        |         |
| برد                                                     | ۸-۰-۰  | Jimmy Evans (14-4-0)      | PTS        | -     | 10/31/1947 | مدیسن اسکوئر گاردن، نیویورک، ایالات متحده آمریکا               |         |
| برد                                                     | ۹-۰-۰  | Lorne McCarthy (1-6-1)    | PTS        | -     | 11/11/1947 | Park Arena, برانکس، ایالات متحده آمریکا                        |         |
| برد                                                     | ۱۰-۰-۰ | Matt Mincey (0-6-0)       | PTS        | -     | 12/01/1947 | Saint Nicholas Arena, نیویورک، ایالات متحده آمریکا             |         |
| برد                                                     | ۱۱-۰-۰ | Fred Ramsey (8-8-1)       | ناک‌اوت فنی | -     | 12/13/1947 | Ridgewood Grove, بروکلین، ایالات متحده آمریکا                  |         |
| برد                                                     | ۱۲-۰-۰ | Luther McMillan (13-16-1) | ناک‌اوت فنی | -     | 12/23/1947 | Park Arena, برانکس، ایالات متحده آمریکا                        |         |
| برد                                                     | ۱۳-۰-۰ | Mike Belluscio (12-9-1)   | PTS        | -     | 01/30/1948 | مدیسن اسکوئر گاردن، نیویورک، ایالات متحده آمریکا               |         |
| برد                                                     | ۱۴-۰-۰ | Frankie Reed (1-7-0)      | ناک‌اوت فنی | -     | 02/14/1948 | Ridgewood Grove, بروکلین، ایالات متحده آمریکا                  |         |
| برد                                                     | ۱۵-۰-۰ | Jimmy White (9-16-0)      | ناک‌اوت     | -     | 02/24/1948 | Park Arena, برانکس، ایالات متحده آمریکا                        |         |
| برد                                                     | ۱۶-۰-۰ | Steve King (9-1-1)        | PTS        | -     | 03/19/1948 | مدیسن اسکوئر گاردن، نیویورک، ایالات متحده آمریکا               |         |
| برد                                                     | ۱۷-۰-۰ | Claude McClintock (0-2-0) | PTS        | -     | 04/07/1948 | State Armory, بریجپورت، کنتیکت، ایالات متحده آمریکا            |         |
| برد                                                     | ۱۸-۰-۰ | John Holloway (2-9-0)     | ناک‌اوت فنی | -     | 04/24/1948 | Ridgewood Grove, بروکلین، ایالات متحده آمریکا                  |         |
| برد                                                     | ۱۹-۰-۰ | Freddie McManus (6-11-1)  | PTS        | -     | 05/04/1948 | Park Arena, برانکس، ایالات متحده آمریکا                        |         |
| برد                                                     | ۲۰-۰-۰ | Ben Rusk (18-14-5)        | PTS        | -     | 06/25/1948 | ورزشگاه یانکی، برانکس، ایالات متحده آمریکا                     |         |
| برد                                                     | ۲۱-۰-۰ | Tony Gangemi (20-15-2)    | PTS        | -     | 07/14/1948 | Jerome Stadium, برانکس، ایالات متحده آمریکا                    |         |
| برد                                                     | ۲۲-۰-۰ | Oscar Goode (43-22-2)     | ناک‌اوت فنی | -     | 07/27/1948 | MacArthur Stadium, بروکلین، ایالات متحده آمریکا                |         |
| برد                                                     | ۲۳-۰-۰ | Teddy George (none)       | ناک‌اوت     | -     | 08/17/1948 | MacArthur Stadium, بروکلین، ایالات متحده آمریکا                |         |
| برد                                                     | ۲۴-۰-۰ | Mel McKinney (7-9-1)      | ناک‌اوت     | -     | 08/30/1948 | Queensboro Arena, لانگ آیلند سیتی، کویینز، ایالات متحده آمریکا |         |

## فیلم‌شناسی
| سال  | عنوان                   | نقش                       | توضیحات                       |
| ---- | ----------------------- | ------------------------- | ----------------------------- |
| ۱۹۶۲ | Convicts 4              | Duke                      |                               |
| ۱۹۶۶ | A Fine Madness          | Angie - Sparrer           | Uncredited                    |
| ۱۹۶۷ | دهان‌گشاد                | Jack - Motorcycle Officer | Uncredited                    |
| ۱۹۶۷ | شلیک به هدف (فیلم ۱۹۶۷) | Reese's Guard             |                               |
| ۱۹۷۰ | Which Way to the Front? | Von Krebs                 | Uncredited                    |
| ۱۹۷۳ | پوشاک (فیلم ۱۹۷۳)       | Hit Man #۲                |                               |
| ۱۹۷۳ | The Don Is Dead         | Mert Shansky              | Uncredited, (final film role) |